# Samsung Galaxy Nexus
De Galaxy Nexus is een touchscreen-Android-smartphone ontwikkeld door Samsung en Google.
De mobiele telefoon en het besturingssysteem zijn gezamenlijk ontwikkeld door ingenieurs van beide bedrijven. De Samsung Galaxy Nexus is de derde generatie van Android-telefoons en volgt de voorgangers Nexus One en Nexus S op die respectievelijk door HTC en Samsung werden vervaardigd. De in november van 2011 gelanceerde nieuwe Samsung Galaxy Nexus was als eerste telefoon uitgerust met de nieuwste versie van het Android-besturingssysteem versie 4.0 met de naam Ice Cream Sandwich. In Nederland werd het toestel in december 2011 op de markt gebracht.

## Hardware
Het toestel heeft een licht gebogen HD (1280×720 pixels) Super Amoled-scherm met een schermdiagonaal van 11,8 cm. Er bevinden zich geen fysieke knoppen aan de voorzijde, deze worden vervangen door een knoppenbalk in het scherm. Er zijn nog twee knoppen aanwezig namelijk de aan-uitknop aan rechterzijde en de volumeknop aan de linkerzijde. De processor is een dual core 1,2 GHz TI OMAP 4460 ARM Cortex-A9 en voorzien van 1 GB RAM en een 1.750 mAh Li-ion-batterij en 5 MP-camera aan de achterzijde met LED-flitser (zonder sluitervertraging) en de mogelijkheid om tot 1080p video in full-HD-kwaliteit op te nemen met 30 frames per seconde. Ook is het mogelijk om panorama-opnames te maken. Er is een 1,3 MP-camera aan de voorzijde voor videoconferentietoepassingen en VoIP-beeldtelefonie.
De dualcoreprocessor is snel genoeg om meerdere applicaties naast elkaar te ondersteunen en dus geschikt voor multitasken.
De telefoon wordt in Nederland en andere Europese landen unbranded verkocht en meestal sim-lock-free en hardware-unlocked waardoor root access mogelijk is. In november 2011 waren er in Groot-Brittannië nog issues met een volumebug die middels een fix werd opgelost.

## Android 4.0 Ice Cream Sandwich
Google en Samsung hebben met de lancering van dit toestel ook de destijds nieuwste versie van het besturingssysteem op de markt gebracht: Google Android 4.0, een opensourceplatform voor mobiele telefoons waarbij er tal van verbeteringen zijn uitgevoerd die Android een stuk sneller en beter in gebruikmaken dan onder 2.3.
De belangrijkste verbeteringen met Android 4.0 ICS ten opzichte van de vorige versie zijn onder anderen facetracking of gezichtsherkenning, verbeterde spellingscontrole, stemherkenning (voice typing) voor het inspreken van teksten en Android Beam met Near field communication (NFC) voor het uitwisselen van gegevens tussen toestellen op korte afstand. Door twee NFC-Android-smartphones bij elkaar te houden kun je contacten, media, websites en bijvoorbeeld Maps uitwisselen. Er is ook Wi-Fi Direct voor draadloze netwerkcommunicatie.
De meest opmerkelijke verbeteringen zijn het multitaskmenu, het toetsenbord en de interface van standaardapplicaties.
Tevens is de browser verbeterd en vooral sneller gemaakt. Ook grafische en functioneel zijn er veel verbeteringen doorgevoerd waardoor het gebruikersvriendelijker en soepeler zou moeten werken.

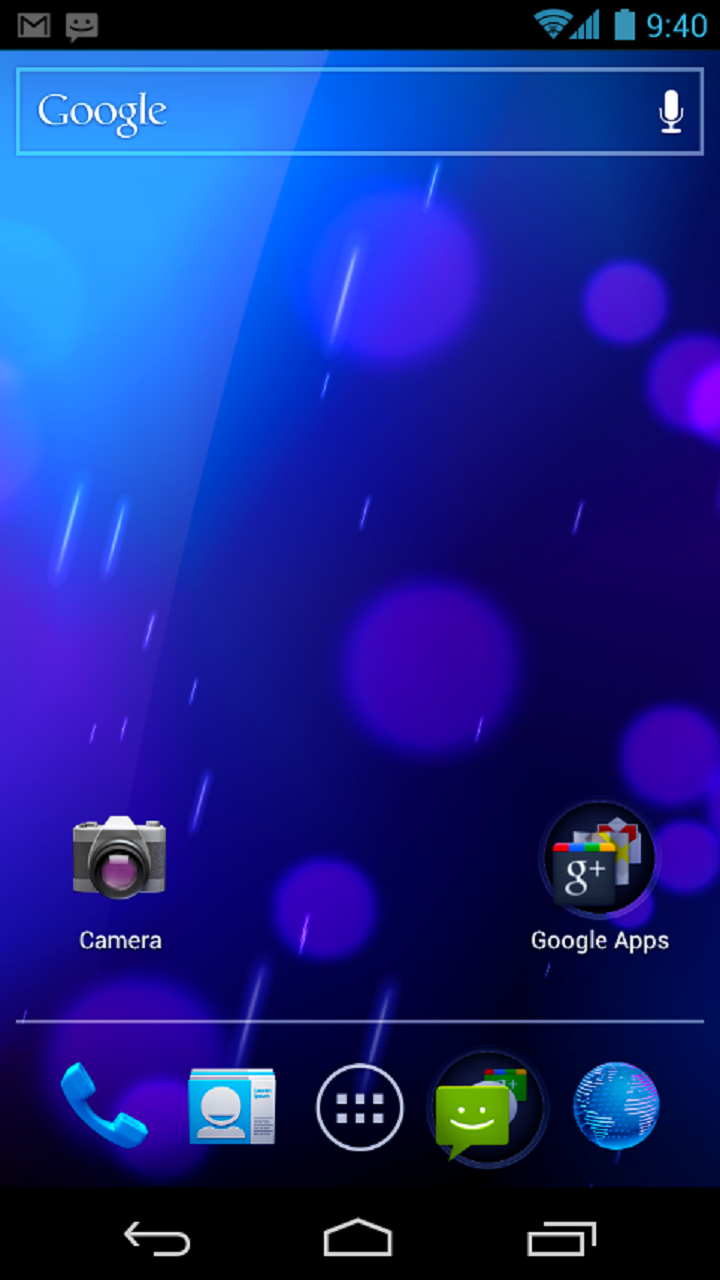
Android 4.0, het besturingssysteem van de Galaxy Nexus
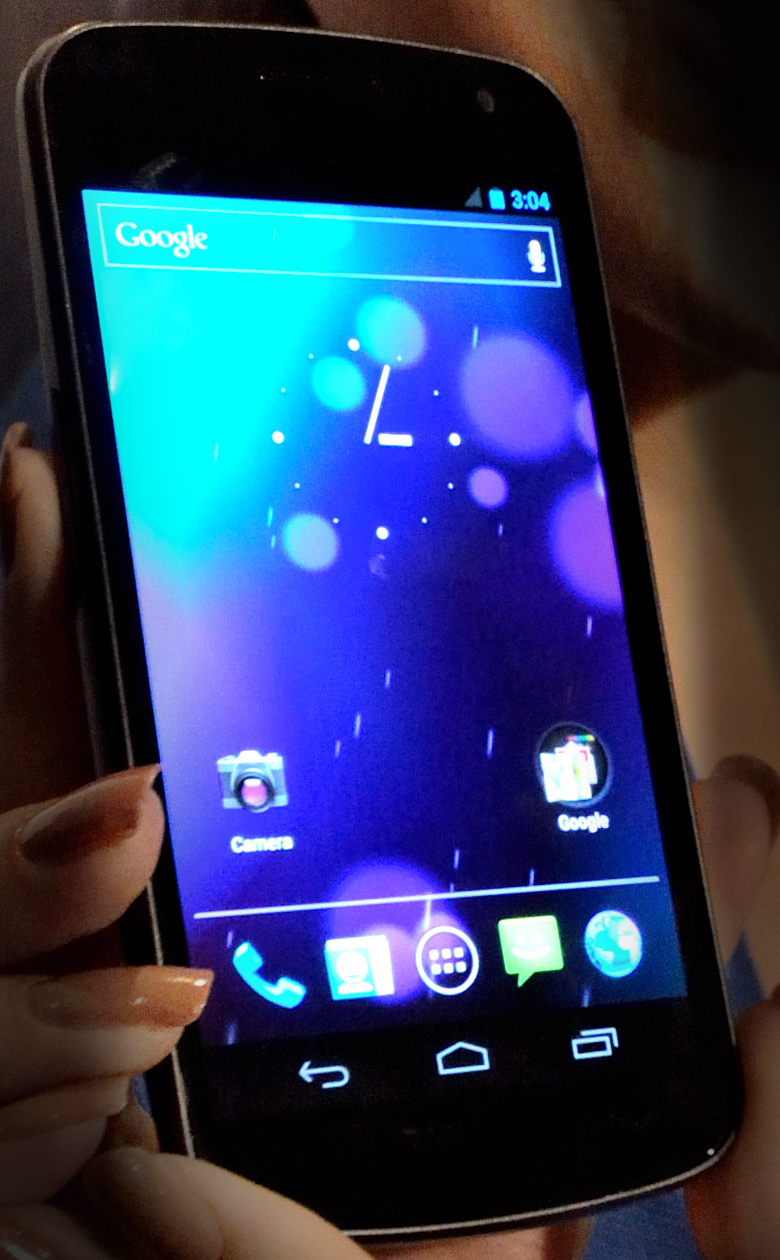
Galaxy Nexus.
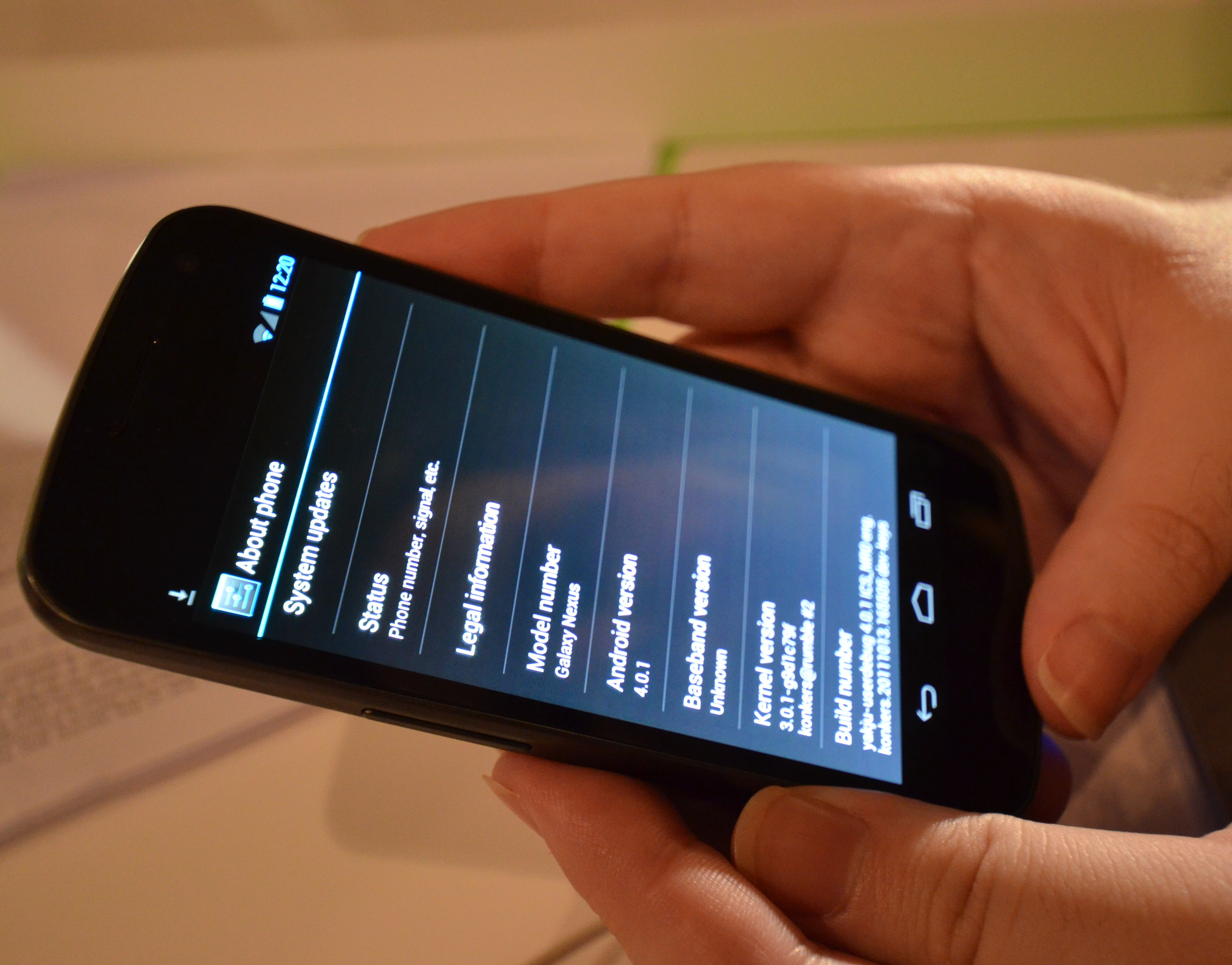
Galaxy Nexus hands-on na bekendmaking in Hongkong.